# Pierre Thiolon
Pierre Michel Thiolon (ur. 17 stycznia 1927 w Paryżu, zm. 14 kwietnia 2014 w Thiais) – francuski koszykarz. Wraz z reprezentacją Francji zdobył srebrny medal podczas Letnich Igrzysk Olimpijskich 1948 w Londynie.